# Cavite City

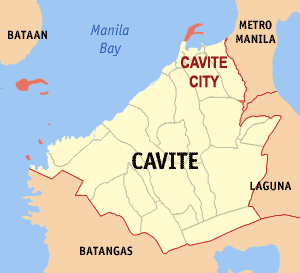
Cavite Citys läge i provinsen Cavite

Cavite City är en stad i Filippinerna som ligger i provinsen Cavite i regionen CALABARZON. Den hade 104 581 invånare vid folkräkningen 2007. Staden är indelad i 84 smådistrikt, barangayer, varav samtliga är klassificerade som urbana.